# Dorfkirche Kleinwechsungen

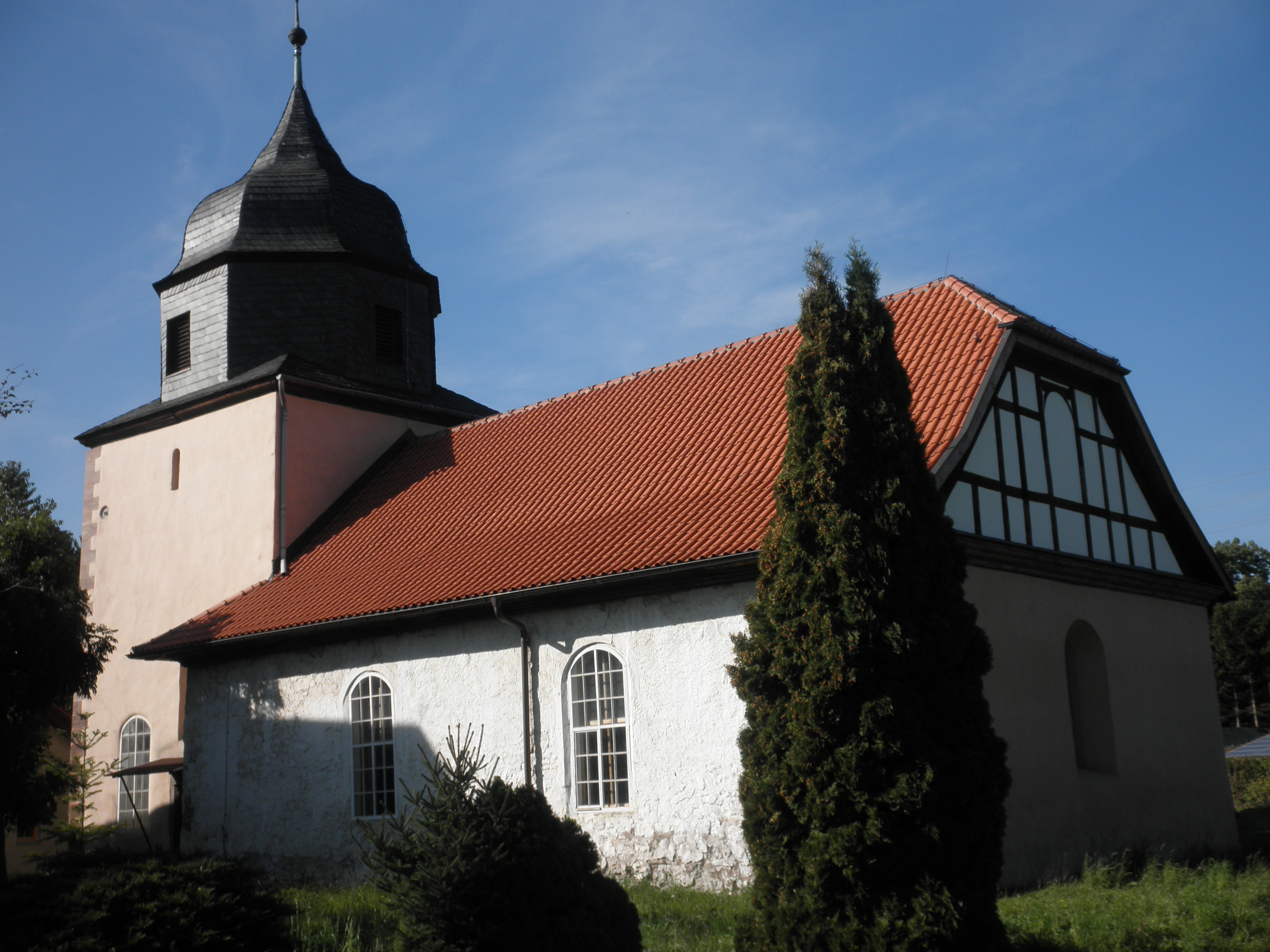
Die Kirche

Die evangelische Dorfkirche Kleinwechsungen steht im Ortsteil Kleinwechsungen in der Gemeinde Werther im Landkreis Nordhausen in Thüringen.

## Geschichte
So wie die Kirche sich heute zeigt, wurde sie 1724 als Saalkirche mit gerundeter Decke und Fenstern mit Stichbögen gedeckt gebaut. Die Gussdaten in der Glocke belegen die Existenz einer Vorgängerkirche.
Der Neubau der Dorfkirche ging schleppend voran. Bei der Renovierung der Kirche im Jahr 1965 wurde die Durchschrift einer Beschwerde des damaligen Pfarrers über den Zustand der Kirche an die Behörde gefunden.
Zu dieser Zeit besaß die Kirche einen Kanzelaltar und Emporen an den Längsseiten des Kirchenschiffes. Die noch spielbare Orgel stammte aus Werkstatt der Firma Knauf aus Bleicherode.
Der Westturm besaß ehemals drei Glocken. Die heute vorhandenen stammen aus den Jahren 1932 und 1966. Von der 1912 eingebauten Turmuhr sind nur noch Reste vorhanden.
Bei einem Bombenangriff der United States Air Force im Jahre 1945 wurde die Kirchennordseite stark beschädigt. Drei Anker in der Decke stabilisieren das Gotteshaus. Mit dem Holz der Seitenstühle wurde das Dach dicht gemacht.
1956 erfolgte im Vorraum des Turmes die Einrichtung der Winterkirche.
1965 fand die Innenrenovierung in Gotteshaus statt. Man entfernte den Kanzelaltar und die Emporen wurden gekürzt. Der Altarbereich wurde durch die Greizer Bildhauerin Elly-Viola Nahmmacher völlig umgestaltet.
1974 wurden Schäden am Turm ausgebessert, der Fußboden 1992 erneuert und 1994 Bauarbeiten zur Erhaltung vorgenommen.
Die Kirche wurde 2005 von Mitgliedern des Kirchenvereins renoviert und die Wände wurden geweißt. Altar und Pult wurden abgeschliffen und versiegelt.